# Cratere Northport
Northport  è un cratere sulla superficie di Marte.